# Pierre Fouquier

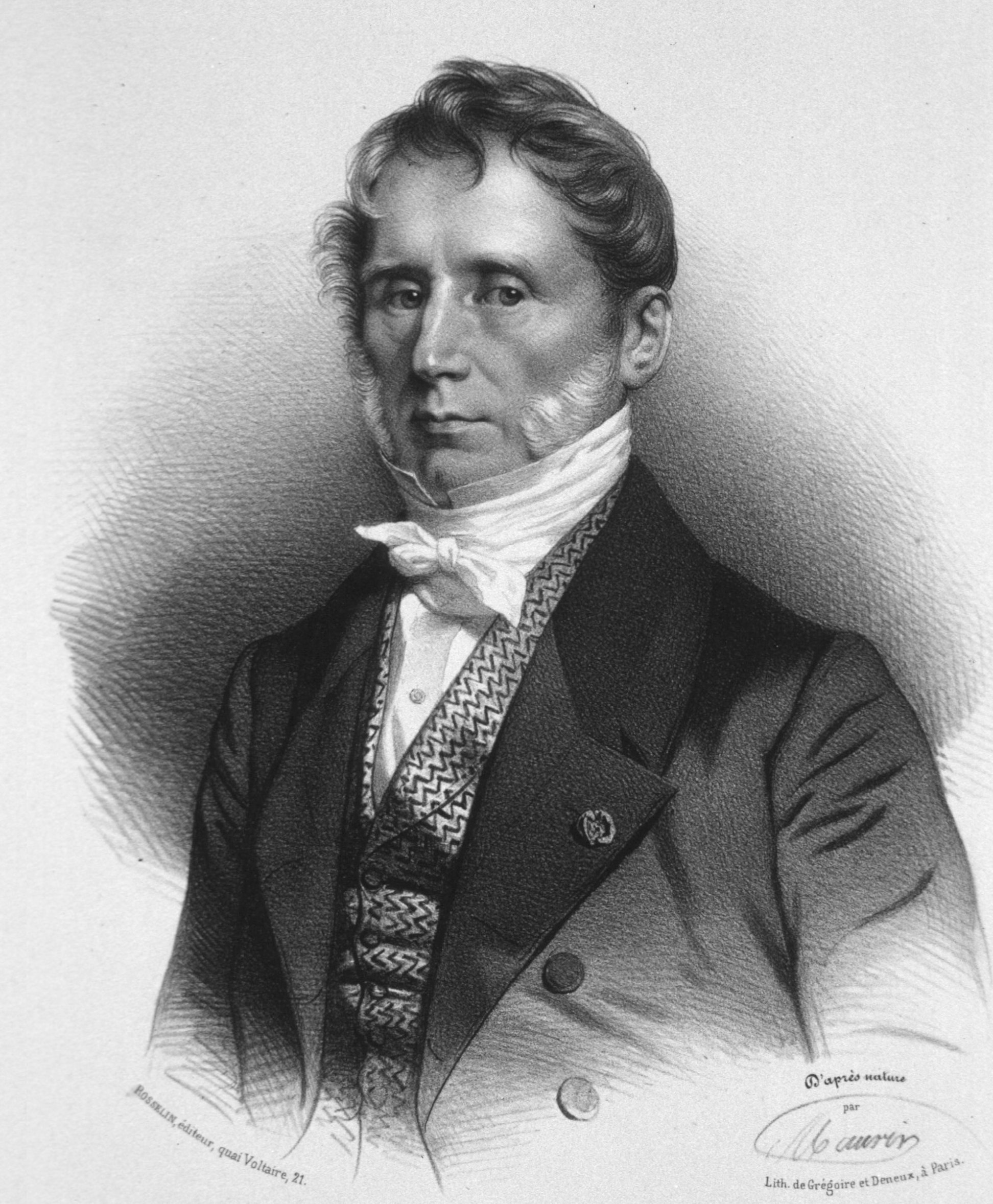
Pierre Fouquier.

Pierre Eloy Fouquier, född den 26 juli 1776 i Maissemy, död den 5 oktober 1850 i Paris, var en fransk läkare.
Fouquier bedrev sina grundläggande studier i Saint-Quentin. Han inriktade sig sedan på militär kirurgi, som han studerade för Pierre Joseph Desault, och på medicin, som han studerade för Jean-Nicolas Corvisart. Han blev medicine doktor 1802 och därefter medarbetare till Philippe Pinel. Från 1807 var han verksam vid Charité i Paris. Fouquier utnämndes till professor vid medicinska fakulteten 1820, där han först innehade lärostolen i klinisk medicin och därefter den i medicinsk patologi fram till sin död. Han blev ledamot av Académie de médecine 1820 och det lärda sällskapets president 1842. Fouquier var livmedikus hos Karl X och Ludvig Filip. Han blev kommendör av Hederslegionen 1847. Fouquier översatte Traité de médecine av Celsus och Éléments de médecine av Brown till franska. George Engelmann namngav släktet Fouquieria till hans ära.